# Greatest Hits (álbum de Black Sabbath)
Greatest Hits es un álbum recopilatorio de la banda inglesa Black Sabbath, lanzado por el sello Universal en 2009. Incluye canciones desde el álbum debut de la banda en 1970 hasta Never Say Die! de 1978. El disco fue relanzado en el año 2012 como Iron Man: The Best of Black Sabbath con la misma selección de canciones, pero diferente carátula.

## Lista de canciones
1. "Paranoid" – 2:48
2. "Iron Man" – 5:55
3. "Changes" – 4:43
4. "Fairies Wear Boots" - 6:13
5. "War Pigs" – 7:54
6. "Never Say Die" – 3:48
7. "Children of the Grave" – 5:15
8. "The Wizard" – 4:20
9. "Snowblind" – 5:27
10. "Sweet Leaf" – 5:03
11. "Evil Woman" - 3:22
12. "Sabbath Bloody Sabbath" – 5:42
13. "Black Sabbath" – 6:16
14. "N.I.B." – 5:22

## Créditos
Black Sabbath
- Ozzy Osbourne - voz
- Tony Iommi - guitarra
- Geezer Butler - bajo
- Bill Ward - batería